# لنگرماهیان
لنگرماهیان (نام علمی: Cottidae) نام یک تیره از بالاخانواده لنگرماهی است.